# Lech Matuszewski
Lech Matuszewski – polski łyżwiarz figurowy, startujący w parach sportowych z Marią Jeżak. Uczestnik mistrzostw Europy, 3-krotny mistrz Polski (1979–1981). 

## Osiągnięcia
Z Marią Jeżak
| Zawody             | 1979           | 1980           | 1981           |                |                |                |                |                |                |                |                |                |                |                |                |                |                |
| Międzynarodowe     | Międzynarodowe | Międzynarodowe | Międzynarodowe | Międzynarodowe | Międzynarodowe | Międzynarodowe | Międzynarodowe | Międzynarodowe | Międzynarodowe | Międzynarodowe | Międzynarodowe | Międzynarodowe | Międzynarodowe | Międzynarodowe | Międzynarodowe | Międzynarodowe | Międzynarodowe |
| ------------------ | -------------- | -------------- | -------------- | -------------- | -------------- | -------------- | -------------- | -------------- | -------------- | -------------- | -------------- | -------------- | -------------- | -------------- | -------------- | -------------- | -------------- |
| Mistrzostwa Europy | 9              | 10             |                |                |                |                |                |                |                |                |                |                |                |                |                |                |                |
| Krajowe            |                |                |                |                |                |                |                |                |                |                |                |                |                |                |                |                |                |
| Mistrzostwa Polski | 1              | 1              | 1              |                |                |                |                |                |                |                |                |                |                |                |                |                |                |